# 超人力霸王Orb登場角色列表
此條目中為圓谷製作之特攝劇《超人力霸王Orb》及其相關作品出現的所有角色。

## 主角

### 紅凱
飾演者：石黒英雄
配音：張振熙（香港）、李世揚（台灣）、郝祥海（中国大陆）
本作主角，超人力霸王歐布的人間體，走遍世界各地的流浪青年。擁有生性善良，平易近人及「不想讓任何人犧牲」為理想的堅強性格。過去曾在遙遠星系的O - 50(オーフィフティ)行星的「戰士之巔」被歐布之光選中。因而獲得變身成超人力霸王歐布的能力。為了阻止魔王獸復活為目標，並在隨後數千年的歲月中，以歐布的身份和不同的怪獸和宇宙人戰鬥。自第5話之後，經常待在SSP的辦公室。
平時表現相當直率，在劇中經常在小細節中看到俏皮的一面另外，他看似豪放，實則守規矩，將封印魔王獸的超人戰士稱為「桑」，從而向前輩表示敬意的態度。此外在劇中也展現出驚人等非凡的身體及戰鬥能力，也相當喜愛美食和泡澡。
實則在1908年來到了盧莎卡地區，並和當地的少女娜塔莎結下深厚的羈絆，但隨後在瑪伽傑頓的戰鬥中控制不了力量，導致引發巨大的爆炸並波及了娜塔莎。在誤解娜塔莎在爆炸中喪生之後，傷心過度的凱從此便失去保護人類的信心，並封印了原有的力量和歐布聖劍，改為借用其他戰士的力量變身而戰。之後便一邊帶著隨身攜帶的口琴演奏一邊在全世界旅行，至少在地球上生活了100年之久。儘管他因事件而失去了原有的力量，他仍然保持著保護人類的意志，但札古拉指出他「害怕傷害人類」。因此，在第12話中目睹了玉木公主因瑪伽達諾佐亞的襲擊而消失時，表現出極為悲痛的情緒。
隨著故事的進展，凱和奈緒美等人的互動中成長並慢慢恢復著自信。在第15話變身成歐布的暗耀型態時，因沒能控制黑暗之力導致奈緒美重傷。結果陷入了自我厌弃的負面情緒，但在經過小舟的開導「不竭盡全力抹去自己黑暗，而擁抱自己，照亮自己」之後時，開始尋找“能夠控制黑暗的力量”。最終在第16話在奈緒美被伽古拉襲擊時再次救了她一命，並得知當年娜塔莎並未死亡的真相後重拾了相信自我的勇氣，找回了原生之初的力量。並重新下定保護地球生命的決心。在最終話為了應對世界上殘存的威脅，向奈緒美等人告別後面向夕陽再度啟程。
過去的時間線
《始源傳奇》
在過去的時間點，以「凱」的名義登場，追求著「誰都不會受傷、不會悲傷」的理想，投身與宇宙惡魔巴力西卜操縱者「才氣」戰鬥的年輕的光之戰士。在到達了行星O-50祕境上聳立著的戰士之巔頂部，獲得了歐布聖劍，被選為超人力霸王Orb的資格。
起初獲得歐布之力的因欠缺自己作為戰士的能力因而對自身的實力不太自信，甚至認為實力強於自己的伽古拉反而更適合成為戰士，最初與巴力西卜的戰鬥中屢戰屢敗因而常遭到伽古拉的指責。但是在伽古拉的訓練和實戰中以驚人的速度成長下，最終獲得了伽古拉以及前輩們的認可，但卻在最後與伽古拉產生了不可消除的裂痕，雙方從此產生彼此對立的關係，各自踏上不同的道路。最終完成任務後獨自回到戰士之巔，在戰士之巔的指示下進行下一個任務。。
《年代史》
完成生命之樹的任務後與伽古拉踏上不同的道路。在戰士之巔的指示下接受收集隱藏在宇宙中的四元素（土、水、火、風）的任務並踏上旅程，平息了宇宙中發生的各種戰亂，經歷了眾多的相遇和離別。回到戰士之巔的凱獲得了歐布圓環，被給予保衛地球的任務。其中根據設定，凱佩戴的吊墜，是第2章與凱一起旅行，並在第3章中去世的男孩矮個子（ショーティー）的紀念品。
在經歷了盧莎卡地區的事件後，在1952年來到中美洲百雷斯克海域追尋UFO時，擊敗了碧蘭琪召喚的圓盤生物，在途中認識美軍秘密機關51部門的麥克·斯凱達大尉後，改名為「紅凱」。直到劇情銜接《ORB》才正式登場。
本傳之後的時間線
《歐布：賜予我羈絆之力吧！》
在夏威夷上度假時，遭到宇宙魔女賊穆魯娜奧改造的加拉特隆襲擊，察覺到穆爾瑙的再次出現而回到日本，現身出手幫助被行星侵略聯盟殘黨襲擊的SSP和X。並在途中先後得到銀河、勝利和X三位新生代戰士的融合卡片後，最終藉助三重融合成功變身為三位一體形態，擊敗了薩迪斯和戴亞博里古。危機解決後再次踏上新的旅途。來到X所在的地球，協助迎擊迪薩斯特羅。
《超級格鬥歐布》
在地球與被亡靈魔導士雷博特斯復活的熔鐵怪獸迪瑪迦對戰，最後在超人七號和超人力霸王傑洛協助下進行特訓，並獲得七號的融合卡牌變身為智勇形態，成功消滅泰蘭特並擊敗雷博特斯。此後在光之國接受嘉獎後，婉言拒絕加入宇宙警備隊，隨後繼續開始新的旅途。

### 札古拉斯・札古拉
飾演者：青柳尊哉。
配音：蔡忠衛（香港）、馬伯強（台灣）、郭盛（中国大陆）
本作的敵役角色，別名「無幻魔人」，利用Dark Ring操縱魔王獸，精通蛇心流劍法，是神秘而又虛無縹緲的男子，紅凱的宿敵。擁有著亦正亦邪，有著屬於自己理解的正義和對現實爭端的看法。外表雖然是一個風流倜儻的紳士，但是眼中確有難以預料的邪惡需求。實際上真實身份為和紅凱一樣來自O-50行星的同伴。
在得到黑暗圓環後來到地球，為了戰勝紅凱而試圖解除了四隻魔王獸們的封印，並為了獲取超人力霸王貝利亞的卡片而加入行星侵略聯盟，並藉由怪獸卡牌的力量成功使魔格大蛇復活。
最終話曾故意讓國際軍事組織『VTL』抓住自己，並利用人類對大蛇的恐懼，引誘他們使用了洲際導彈R1使瑪伽八岐大蛇破繭而出。並抓走了奈緒美與紅凱對質，但後來卻不由自主地救下了處於危險的奈緒美。最終在發現奈緒美就是娜塔莎的後代後，發現自己心中還存留著善良一面的事實，在奈緒美的鼓勵和感謝下決定和歐布並肩作戰，共同消滅了瑪伽八岐大蛇。最終在一旁靜靜地目視紅凱與奈緒美告別後也獨自離開，不知去向。
過去的時間線
《始源傳奇》
在過去的時間點曾是凱的同伴，隨身攜帶著蛇心劍、擅長蛇心流劍術的優秀戰士。與凱一起在O-50星系接受歐布試煉，最後一起到達了「戰士之巔」，然而但是未通過考驗。對於沒有被選為光之戰士的自己，一面對充滿理想的凱心生嫉妒，還是以一個前輩的身份指導了他很長時間，並協助凱完成任務。
在前期的戰鬥中曾為了保護禦言而被巴力西卜刺中，險些遭到傀儡毒的恐致，但是在後來在王立行星伽農，與庫因、巴力西卜的激戰中，因目睹禦言用錯了自己的蛇心流劍法而被巴力西卜殺害，從而內心陷入了瘋狂，更加渴望得到力量進化成為魔人形態，認為生命之樹是一切災禍的源頭後而砍倒了生命之樹，因此和凱產生了不可消除的裂痕。
最終為了幫助凱而來到地球。並再度救了凱一命，在危機結束後於凱的面前消失，雙方從此各自踏上不同的道路。
《年代史》
在《始源傳奇》後，後僱傭兵在宇宙中參與了無數戰鬥，幫助凱完成了收集四元素的任務，然而札古拉也因現實的巨大壓力而墮入黑暗，在凱得到歐布圓環的同時自己也得到了黑暗圓環，並曾來到地球創立“禍教”，召喚魔格加坦傑厄與歐布對戰，但被歐布打敗。
數千年後在歐布和魔格傑頓作戰時，他救下並治癒了差點被魔格傑頓火球波及的娜塔莎，因此胸口多了一個月牙形的傷痕。後銷聲匿跡多年，直到劇情銜接《ORB》才正式登場。
本傳之後的時間線
《歐布：賜予我羈絆之力吧！》
因為宇宙魔女賊穆魯娜烏的出現回到日本，與宇宙魔女賊穆魯娜奧展開合作，意在奪取穆魯娜奧持有的另一個黑暗圓環。在配合闖入此地營救紅凱的SSP三人，以及救出了同樣被綁架的大空大地後奪得了黑暗圓環。後亦通過黑暗圓環變身為傑龐頓參與歐布和穆魯娜奧的戰鬥。在歐布等人擊敗穆魯娜奧後，伽古拉再次離開，並在紅凱之後的旅程中與他多次相遇。
《捷德：連繫起來！_願望！！》
潛入虛擬行星庫西亞，發現吉爾巴里斯的目標是赤紅之鋼，隨後降臨到捷德所在的地球。
《札道乃蛇》
時隔幾個世紀，與在沖繩帶過來的眼鏡蛇寵物「克羅利」再度回到行星伽農，並在御言的在墓前獻上了一株花以及在《捷德》所在地球日本沖繩特產——獅子布偶。結果被星間聯盟的一個小隊的駐兵發現，被女狙擊手薩姬塔莉的子彈擊中，並被增援的星間聯盟軍士兵逮捕。隨後則被星間聯盟的執政官雷貝潔委託其阻止宇宙武器商人法拉利斯的計劃並帶回生命之樹的果實，後接受雷貝潔的委託。來到依姆巴特聯邦的首都——犯罪與宇宙毒品蔓延的沙漠行星巴弗梅特，來到傳説魔神居住過的古代遺蹟“義眼城，在法拉利斯的邀請下參加惡人生存戰，活到最後即可獲得生命之樹種子。
隨後在經歷多次戰鬥後，見到了被法拉利斯買走的碧蘭琪，在並碧蘭琪召喚出腦波怪獸陽戈後，帶著碧蘭琪跑到外面避難。隨後薩姬塔莉則變身爆擊雷獸格爾吉歐雷電迎戰陽戈。最終法拉利斯死後，伽古拉拿走生命之樹果實，並將失去記憶的碧蘭琪將其託付給行星拉羅什富科的鍛造師吉諾貝，並將克羅利陪伴碧蘭琪。之後在甲冑星人博古星人谷萊婭夫人的口中，聽説了文明自滅遊戲和寄生生命體賽雷布洛的故事，並得知行星巴弗梅特毀滅的消息。
當格魯吉歐雷電結束最後的攻擊後，陷入了沉睡，札古拉則飛到了它的背上隨其來到了《Z》故事背景的地球。並將生命之樹種子種在一個花盆裏。

《人生的決定高度》
來到了《Z》故事背景的地球後，發現陷入瀕死狀態的蛇倉正太，最終為了拯救他的性命而憑依到蛇倉的身體，藉嚴重燒傷為故而改變外表。
《超人力霸王Z》
化名為蛇倉正太的名義再度登場。詳細參考超人力霸王Z#軍械庫（STORAGE）。

## TV版

### SSP
夢野奈緒美（ゆめの・ナオミ）
飾演者：松浦雅
配音：黎皓宜（香港）、詹雅菁（台灣）、咩咩（中国大陆）
《歐布》的女主角，性格比較粗心，不會畏懼危險和困難的女孩，23歳。是神秘現象追蹤者團隊『SSP』的隊長。在年幼時因常重複做著光之巨人的夢。而對世界各地發生的超常現象充滿著好奇心，為了撐起資金收入不高的SSP，經常到各地打工肩負著組織隊伍的重任，但在處事有些卻有些冒失，常不慎仆摔地面，同時在劇情中經常被捲入外星人誘拐或是怪獸攻擊的事件
其家族是高祖母一代經營的女性家族，家業是釀酒，實為曾與紅凱具有緣分的娜塔莎·羅曼諾娃的玄孫。過去組建SSP的目的，是受到了從小在記憶中出現的「光之巨人的戰鬥」夢境的影響，同時也對於紅凱演奏的口琴旋律有著隱約的印象。在第14話被加拉特隆綁架至核心內部而遭受控制，在被憤怒的歐布使用光線徹底擊毀，但同時導致奈緒美遭到重傷，但後來則奇蹟般地恢復了意識。在第16話在醫院遭到札古拉的襲擊後，在紅凱發現實為娜塔莎的後代，在此後一直作為紅凱的精神支柱引導著歐布，並成功使紅凱恢復了自信。
在最終話中，則作為札古拉帶來救贖的關鍵角色推動劇情。最後則是和眾人在夕陽下目送紅凱離開。是本作除了札古拉斯・札古拉和霧島晴香之外，唯一一位知情紅凱真正身份的角色。
 早見捷達 （はやみ・ジェッタ）
飾演者：高橘直人
童年： 萩原淳貴
配音：潘昀雋（香港）、胡鎮璽（台灣）、刘明月（中国大陆）
SSP的攝影師、網頁更新者，在大學時代和奈緒美相遇，並共同創立了SSP，23歲。 本名「早見善太」（はやみ·ぜんた），自稱為喜愛冒險的青年，喜歡UFO和UMA，夢想是拍到令世界驚嘆的獨家畫面，以及成為最富有的名人。在所有 SSP成員中，捷達是試圖想找歐布真實身份最積極的人。
在第15話中，他因歐布在與加拉特隆戰鬥時，未時拯救還在加拉特隆核心內部的奈緒美導致其重傷而感到氣憤。但是在第17話中，他意識到「正義也有明亮和黑暗的一面」後，因而拍攝重拾自我的歐布與獸芝龐頓對戰的畫面，並成功地使社會大眾回復對於歐布的信任。
在最終話中，他與松戶獲得古代文獻《太平風土記》的資訊，並試圖尋找能擊敗瑪伽八岐大蛇的線索，但他與松戶被瑪伽八岐大蛇的攻擊困在了費續中。 原先以做好了死的準備，並試圖用數位相機記錄自己的遺言，然而卻在無意中揭開了《太平風土記》的秘密，找到能夠擊敗瑪伽八岐大蛇的關鍵。則是和眾人在夕陽下目送紅凱離開。
 松戶森  （まつど・シン）
飾演者：練薴弘晃
配音：竺諺鴻（香港）、何志威（台灣）、瞳音（中国大陆）
SSP調査分析擔當要員，雖然是隊伍中博識豐富之人，但也有缺乏常識的一面。23歲。在小學時發現了混沌理論的高維定理，並在23歲時獲得博士學位的天才，並熱衷於各式各樣的發明和機器。
小時候的夢想，是能夠開發維護世界和平的超級機器人和發明時光機器等設備。並因此取得了多項科學成就，甚至還收到了史蒂芬·霍金的來信。在他作為中學生之後的日子中，也得到了小舟製作所的社長小舟惣一的精神支持。
在第14和第15話中，他將夢想投射在使用跨次元傳送能力來到自己的加拉特隆，但當他看到加拉特隆被歐布摧毀時，他曾懊悔地表示：「科學跟本無法實現和平。只會創造出暴走的怪獸」。然而則被小舟進行「即使機器可以測量體溫，它也無法測量心臟的熱量。」、「要用你的心看事情，而不是你的頭」進行開導。
在最終話中，由於瑪伽八岐大蛇的攻擊將他與捷達困在廢墟中，但他成功與捷達推斷出古代文獻《太平風土記》中描述的瑪伽八岐大蛇的弱點。在被澀川救下後，他將此事告訴國際軍事組織（VTL），成為打倒瑪伽八岐大蛇的導火索。結局則和眾人在夕陽下目送紅凱離開。

### 國際軍事組織（VTL）
澀川一徹（しぶかわ・いってつ）
飾演者：柳澤慎吾
配音：李家傑（香港）、馬伯強（台灣）、陈思宇（中国大陆）
國際軍事組織『VTL』的情報特務隊隊長，奈緒美的叔父，50歳。被紅凱稱為「澀川叔叔」。
是個為人樂觀積極，責任心強且踏實可靠的男子，對於SSP而言是個可靠的存在。雖然擔心追蹤怪異現象的侄女奈緒美遇到危險，但發生怪異事件後，向SSP提出提供信息的諮詢的情況也很多，是SSP的重要情報來源。具備柔道五段和空手3段的資格。不過其實力則遠不如外星人。由於經常做出帶有光之巨人人間體特徵的舉動，被捷達和松戶猜測實為超人力霸王歐布的身份。
育有女兒徹子，父女之間最初存在隔閡，但在第18話中事件後兩人的關係有所改善，在歐布的公眾名聲被玷污時，澀川仍然保持著信任歐布的信心，在最終話協助捷達和松戶找到打倒瑪伽八岐大蛇的導火索後，與菅沼的長官聯繫，將破譯《太平風土記》所帶來的重要訊息告知對方，並下達全面進攻令。並在結局與眾人在夕陽下目送紅凱離開。
 菅沼龍太郎（すがぬま りゅうたろう）
飾演者：佐野史郎
第24話和最終話登場，國際軍事組織『VTL』日本支部的長官，他本身的身份並非軍人，而是日本政府的官員。
對於被澀川逮捕的札古拉，他則和陸上、航空的参謀長親自進行了對他的審問，從而得知了沉睡在地下的瑪伽八岐大蛇的存在。緊接著向東京都下達了避難令，並在許可發射仍在實驗階段的導彈武器SPINER R1後，反而加速了東京地下瑪伽八岐大蛇的復活。
 津留田隊員 
飾演者：西野大作
第22話和第24話登場，國際軍事組織『VTL』日本支部的成員之一。在調查達達墜落的飛船及奇怪的咖啡豆時短暫出現，並在瑪伽八岐大蛇一戰中負責疏散東京居民。
 長嶺
飾演者：伊藤正之
第24話和最終話登場，國際軍事組織『VTL』日本支部的参謀長。在瑪伽八岐大蛇一戰中曾提出啟用導彈武器SPINER R1。
 阪井
飾演者：中野剛
第24話和最終話登場，國際軍事組織『VTL』日本支部的参謀長。在瑪伽八岐大蛇一戰中，曾向菅沼建議不該相信伽古拉的話。
 阿部隊員
飾演者：三濃川陽介
第24話和最終話登場，國際軍事組織『VTL』日本支部的成員之一。
在瑪伽八岐大蛇一戰中，負責在基地進行指揮。
 田口隊員
飾演者：高橋麻琴
第24話和最終話登場，國際軍事組織『VTL』日本支部的成員之一。
在瑪伽八岐大蛇一戰中，負責在基地進行指揮。

### 其他登場角色
娜塔莎・羅曼諾瓦（ナターシャ・ロマノワ）
飾演者：布拉達
1908年，居住在東歐盧帕西卡公國的斯拉夫少女，王黨派議員的女兒，也是影響紅凱最大的關鍵人物。因躲避王黨派與革命軍的混亂，到被盧莎卡森林與泉水包圍的魯薩爾卡孤獨地過著生活。當時在照顧凱的時光中結下了深厚的羈絆。但是在歐布和瑪伽傑頓的戰鬥中，因擔心著凱追尋而來而不慎被瑪伽傑頓的火球擊中，也是從而導致凱封印自身力量的關鍵角色。
不過則及時被躲在暗處的伽古拉所救，最終倖存下來，最後因國家內部動盪殃及到了魯薩爾卡周邊，1916年流亡到日本，並與一位姓夢野的男性結婚。最終也揭露是奈緒美與其家人們的祖先，並將過去與凱的合照封存到作為祖傳信物的俄羅斯套娃上。
玉響姫（タマユラ姫）
飾演者：摩根茉愛羅
於第6話登場，過去在森林古墳裡的古代公主靈魂，擁有令人難以置信的美麗臉龐。
在遠古時期就與魔王獸戰鬥的靈能力者，曾經被因其美貌而被迷住的玛伽大蛇綁架，但她最終則被佐菲救了，並將玛伽大蛇封印在被称为「不可进入的森林」的神秘森林之中。在劇中具有與說紅凱認識已久的描繪，但兩人具體關係實際不明。經常以靈魂的形式多次現身向紅凱警示或幫助他。
在第11話中，她以巨大的身形再次出現在紅凱等人面前，最終將佐菲的融合卡託付為紅凱，並視為“最後的希望”後，被瑪伽大蛇殺害，令爆發的歐布獲得了新型態並以壓倒性的超強實力擊敗了瑪伽歐洛奇。
「鶴の湯」店主
飾演者：諏訪太朗
於第3話和劇場版登場，紅凱經常照訪的公共浴場業者。
霧島晴香（きりしま ハルカ）
飾演者：宇野愛海
第7話登場，擁有預知夢想，能夠預見未來的特殊能力者。
在紅凱和SSP之前就已預測了瑪伽巴薩和其他魔王獸的出現，並將預言撰寫於自己的部落格上後獲得奈緒美的注意，並邀請她與SSP會面。曾因過度悲觀的個性而認為一切將朝錯誤或是負面的方向發展，直到遇見紅凱和奈緒美等人才改變。更因此識破了紅凱為歐布的身份。當紅凱向其告知表示：「未來可以改變」時，他開始在部落格警告怪獸的出現。結果市民們對他的預言不睬不問，令她越從而來越加絕望，然而他仍然被不放棄的紅凱的出現所感動，在戰場通過向歐布提出建議，成功扭轉「歐布被擊敗」的未來。從那以後，他對自己的超能力有了積極的看法，開始了全新的生活。
在第23話中再度登場，並告知紅凱關於瑪伽八岐大蛇可能將要復活的預兆，但在看見紅凱他堅定的決心後，則露出瞭如釋重負的表情。
在第7集的初始劇情中，曾具有想要成為歌手，然而夢想卻破滅的少女設定，負責編劇的小林裕二認為，該人物概念原型是曾登場在《超人力霸王迪卡》的桐野牧郎。
小舟惣一（こふね そういち）
飾演者：木之元亮
第14話登場，小舟製作所的社長，對自家工廠所製造的彈簧相當自豪。擅長製作炒麵。
 岸根秋惠（きしね あきえ）
飾演者：原知佐子
第24話登場，已故教授岸根博士的妻子，也是記載阻止瑪伽八岐大蛇關鍵的《太平風土記》原件的收藏者。
對於因《太平風土記》而到家中探訪的捷達和松戶，告訴了丈夫的遺囑「與地球存亡有關的書籍要等到合適的時候才會公開」。之後，他贈送了《太平風土記》，並將丈夫的另一個願望託付給了SSP。

#### 奈緒美的關係人
夢野圭子（ゆめの けいこ）
飾演者：田中美奈子
奈緒美的母親，同時也是一徹的嫂子，娜塔莎的曾孫。
是名強勢且有個性的女強人，然而平時也會做出不尋常的行為，比如不看空氣就積極的和紅凱和札古拉互動，或強迫將勤務中的一徹幫忙提行李購物，不過也具有直覺敏略的一面，比如很早發現紅凱是他女兒因應紧急情况而臨時串場的假情人。他並不在乎夢野家的傳統，並希望奈緒美不要做任何危險的事情。
在第11話，因為聽聞經歷許多麻煩事件的奈緒美，而特地從神户市來到東京時，然而卻因不經意的舉動導致了玉姬的複興，最終奈緒美向母親明確會繼續留在東京後，才返鄉。
在第16話中，因為聽聞奈緒美受重傷住院的消息，為了躲避媒體而偽裝成假身份，前往醫院探望她。曾當場向奈緒美表示從一開始就不喜歡在關鍵時刻消失的紅凱，而他因為奈緒美的倖存，他也開始表現出對歐布的一些理解。
澀川徹子（しぶかわ テツコ）
飾演者：荒川知佳
第18話登場，一徹的女兒，奈緒美的堂妹。
由於名字是來自其父親的「徹」字，故非常討厭自己的本名，並強迫眾人叫他凱瑟琳。小時候曾我把父親尊為“酷英雄”，但現在的年紀已經一名初中生，對父親在工作和家中的樣子相當完全失望了，所以也直稱父親的名字「一徹」。
由於對經營珠寶店的年輕人高弘一見鍾情，但每次試圖和他接觸時父親都會擋道，導致對於父親的厭惡也越來越深，然而當他目睹父親孤軍奮戰時，紅凱向他表示：「即使在看不見的地方，太陽也照耀著。英雄也一樣」。使得他開始正式與父親的關係，並在結局與父親和好。
陽子
飾演者：柳生美結
第19話登場，奈緒美的高中閨蜜。

## 始源傳奇

### 王立行星伽農
天照 
飾演者：福田沙紀、後藤由依良（童年）
王立行星伽農的年輕女王。繼承了只有王室女性才有的特別血統，可以變身成擁有保護生命之樹的使命，可使用光線技能的「戰神」。幼時曾目睹母親變身成戰神與加高爾貢戰鬥而力竭而死，因為害怕自己與巴力西卜戰鬥會危及星球和人民，所以因此一開始就拒絕成為戰神。但面對宇宙惡魔巴力西卜操縱者才氣的威脅，雖然來迎將軍主張先發製人，但追求和平的天照卻命令近衛隊長與才氣談話。但最後卻因才氣的逼迫與子民的期望而不得不選擇化身成為戰神。
曾因通過觸摸種子或者生命之樹，而與地球上的翔平同時獲得心靈感應和精神交流的能力，雙方也在過程中漸漸被對方所吸引。在生命之樹被斬去後，為了保護地球上的生命之樹和預感到翔平有危險後來到地球，並終於與翔平相逢。然而卻因掉入了假裝尋求對話的女王巴力西卜的陷阱並再次變成了戰神，最終在翔平的幫助下回復原狀。
 禦言 
飾演者：文音
天照女王的女侍衛。森羅的部下。>曾為了學習札古拉的蛇心流劍術，在未經札古拉的同意就隨意叫他「大師」並在訓練時獲得了相當大的信任，雙方也逐漸愛上了彼此。
在第6話因女王變成戰神與巴力西卜交戰，為了使戰神平靜下來而與札古拉一起收集生命之樹的種子，但後來卻因用錯了自己的蛇心流劍法而被巴力西卜殺害，從導致目睹一切的札古拉陷入了瘋狂。
在最終話曾以靈魂形式拯救立花所駕駛的斯扎克飛船。
 立花 
飾演者：渋谷飛鳥
天照女王的女侍衛，森羅的部下。他對隊長森羅有強烈的感情，並願意為了他而冒險。在後來曾陪同女王前往地球。
 武幻 
飾演者：湯江健幸
 森羅 
飾演者：前川泰之
誓言對女王天照忠誠，是王立行星伽農的近衛隊長。對女王像父親般地守護著，像哥哥般地支持著。收到女王的命令，來到了才氣基地所在的行星，授予了皇族世代相傳的護身符。有著近衛兵立花和禦言兩位部下。
 來迎 
飾演者：榎木孝明
王立行星伽農保護防衛軍的將軍。在才氣所操縱的宇宙惡魔巴力西卜成群來襲時，主張先發製人。認為擁有「戰神」之力的天照女王是行星伽農的「最終兵器」，不惜誣陷森羅來讓女王變成戰神。
才氣博士 （サイキ）
飾演者：和泉元彌
本作的反派角色，擁有非常優秀的頭腦的雷普星人科學家。站在宇宙惡魔-巴力西卜的頂點，且與巴力西卜女王庫因的精神共鳴。可以操縱一群巴力西卜。為了創造出沒有紛爭的宇宙，使用巴力西卜的一種叫做傀儡的毒素，計劃奪取所有生命的自由意志。身邊圓形的身體星型的眼睛的支援者機器人帕迪爾/Partel伴隨。

#### 地球
（注：本作所屬的地球並非是TV正傳中的同個地球，屬其他次元的宇宙）
 森脇翔平 （もりわき しょうへい）
飾演者：古原靖久
天河生物科學研究所的人員，地球上的人類。與結衣在日本深海的廢墟中發現了一個神秘的太空船和種子，因而與伽農上的天照同時獲得心靈感應和精神交流的能力，雙方也在過程中漸漸被對方所吸引。最終話為了解除戰神體內的毒素而與結衣摘下了生命之樹的果實，但取出的種子卻沒有絲毫光芒，就在要放棄時受到結衣的鼓勵，因而產生了種子發光的奇蹟成功救回了天照。
 西岡結衣  （にしおか ゆい）
飾演者：宮﨑香蓮
天河生物科學研究所的人員，地球上的人類。與翔平在日本深海的廢墟中發現了一個神秘的太空船和種子，在隨後也察覺到翔平的狀況越來越不對勁。在最終話為了解除戰神體內的毒素而與翔平摘下了生命之樹的果實，因而產生了種子發光的奇蹟成功救回了天照。
 青井洋介 （あおい ようすけ）
飾演者：三宅康敏
天河生物科學研究所的人員。曾研究翔平和結衣帶回的太空船和神秘的種子。並推測太空船上繪製的大樹很有可能是世界之樹。

## 年代史
碧蘭琪（ビランキ）
飾演者：黑木光（寫真集）
於《年代史》第3、5-2和10章中出現的角色，一個美麗的外星少女。長相和人類類似，來自某個行星的公主。
由於天生具有腦電波與異次元聯動的特殊能力，使她能夠自由發揮出強大的能量、以及召喚怪獸的能力，然而腦電波被父母視為危險的能力而遭到監禁，憤怒的她則召喚了团加幾乎摧毀了自己的星球，後則被星際聯盟帶置484行星監禁，也因此開始嚮往所謂的「愛情」。
自從被札古拉救下後便愛上了他，並一心想和札古拉在宇宙中流浪並協助越獄。當凱平息整個局勢後，碧蘭琪又被關進了另一個牢房與札古拉分開，被驅逐到異次元。
在第5-2章中，雖然情況不明，但他成功離開了異次元空間來到了地球（1950年代）左右，並在在中美洲百雷斯克海域操控圓盤生物汉古拉，並攻擊當地的飛機和船隻。有傳言稱其為都市傳說，然而最終則遭到凱擊敗。並被札古拉下了安眠藥後，留在了一個未知的遙遠星球上。在第10章中最後再度與紅凱和札古拉重逢。
《札道乃蛇》
在第10章之後許多時間，碧蘭琪被太空武器商人法拉里斯俘虜，並被禁錮在英巴特聯邦首都星球巴霍姆特的“義眼城”中。被裝備了腦波裝置，旨在防止召喚怪獸，同時也能夠初始化碧蘭琪的大腦。然而有問題的札古拉則發現了碧蘭琪因為想見他而被故意抓的事實。
隨後碧蘭琪被札古拉帶走，但法瑞拉斯手下射手釋放的電磁脈衝炮直接擊中了兩人附近，餘波對碧蘭琪的腦波裝置造成大量的電磁波，導致裝置發生故障，故失去了包括碧蘭琪在內的所有記憶，甚至性格也變成一個安靜的女孩。
最後，碧蘭琪被札古拉帶到了拉羅什福科星球，並交由札古拉熟識的劍匠刀鍛冶照顧，作為“失去記憶的少女”協助工作，並在結局與札古拉告別。